# Dillíská brána (Červená pevnost)
Dillíská brána (hindsky दिल्ली गेट, anglicky Delhi Gate, dříve též Akbarabadská brána) je jižní brána Červené pevnosti v Dillí, v Indii. Sloužila jako doplnění hlavní, Láhaurské brány). V její blízkosti se nachází i stejnojmenná stanice metra.
Brána, konstrukčně ne nepodobná známější a populárnější uvedené, se nachází na jižním okraji pevnosti, směrem k zlaté mešitě a Džama Masdžíd. Na rozdíl od ní je však do jisté míry zakryta okolní vegetací. Její původní název odkazoval na název města Ágra v dobách mughalské nadvlády (Akbarabad) a u ní začínala cesta z pevnosti k tomuto městu.
Brána je celkem třípatrová a je dekorována do kamene vytesanými geometrickými obrazci. Doplňují je dvě věže o osmibokém půdorysu. Dominantním stavebním materiálem zde byl červený pískovec, na střechu věžiček na vrcholu byl použit bílý kámen. Mezi oběma věžemi se nachází řada sedmi dekorativních věžiček (čatrí).

## Historie
Brána byla vybudována za vlády mughalského císaře Šáhdžahána. Jeho nástupce Aurangzéb ji doplnil bastionem s vstupem, který směřuje ze západní strany. Výška bastionu činí 10,5 m. V blízkosti brány byl v září 1857 uvězněn poslední mughalský císař. Později nechal Lord Curzon umístit před bránu dvě sochy velkých kamenných slonů. Ty původně nechal odstranit císař Aurangzéb.
Od brány až k Páteční mešitě (Džama Masdžíd) se v době vlády mughalských císařů nacházelo rozsáhlé tržiště (Faiz Bazaar). V jeho západní části dnes stojí Meena Bazaar, který přiléhá k budově mešity. Okolí pevnosti u brány bylo upraveno jako park a původní dřevěný most přes příkop byl odstraněn.